# Trichosalpinx gentryi
Trichosalpinx gentryi är en orkidéart som beskrevs av Carlyle August Luer. Trichosalpinx gentryi ingår i släktet Trichosalpinx och familjen orkidéer.
Artens utbredningsområde är Peru. Inga underarter finns listade i Catalogue of Life.